# Aindrahamia silvicola
Aindrahamia silvicola är en insektsart som beskrevs av Rauno E. Linnavuori 1965. Aindrahamia silvicola ingår i släktet Aindrahamia och familjen dvärgstritar. Inga underarter finns listade i Catalogue of Life.